# Leszek Dulęba

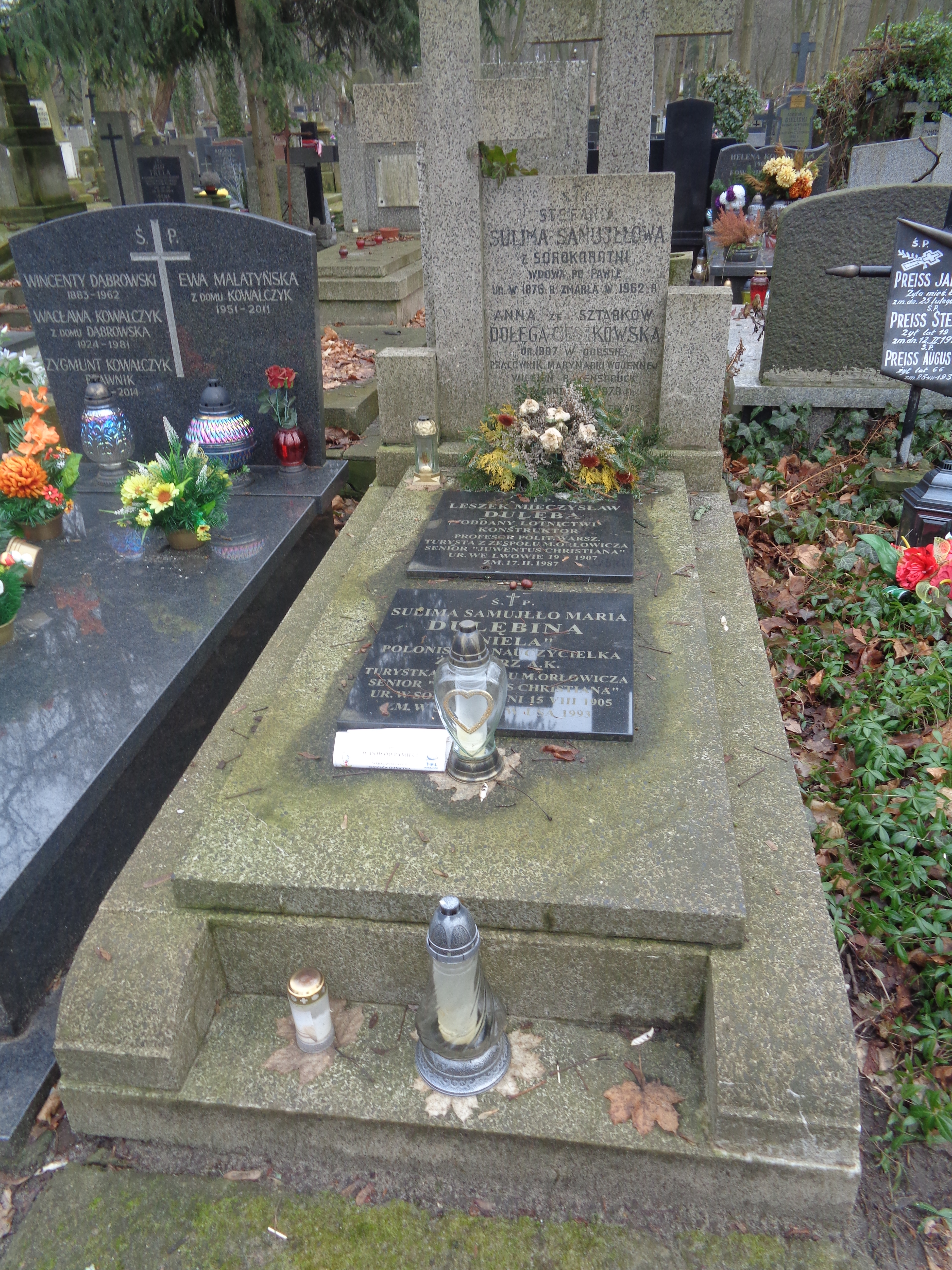
Grób Leszka Dulęby na Cmentarzu Powązkowskim

Leszek Mieczysław Dulęba (ur. 19 maja 1907, zm. 17 lutego 1987) – polski konstruktor lotniczy. Studiował na Wydziale Mechanicznym Politechniki Warszawskiej. Od 1958 r. był profesorem tejże uczelni. Współtwórca samolotów RWD. W Centralnym Studium Samolotów opracował prototypy samolotów CSS-11, CSS-12 i MD-12 (z Franciszkiem Misztalem).

## Życiorys
Leszek Dulęba urodził się 19 maja 1907 roku we Lwowie. Jego ojciec, Aleksander, lekarz, zmarł w 1910 roku, gdy Dulęba miał 3 lata. Matka, Stanisława z Więckowskich, w 1914 roku przeniosła się do Warszawy wraz z dwójką małych dzieci. W Warszawie Leszek Dulęba uczęszczał do Państwowego Gimnazjum im. Stefana Batorego, gdzie w roku 1925 uzyskał świadectwo dojrzałości. W latach 1920–1926 należał do Związku Harcerstwa Polskiego. Najpierw należał do 23 WDH, której przez rok był drużynowym, a następnie rok 16 WDH. Następnie działał w Juventus Christiana.
Był kierownikiem Zakładu Technologii Lotniczej. W Centralnym Studium Samolotów wraz z Franciszkiem Misztalem opracował prototypy samolotów CSS-11, CSS-12, MD-12 i innych.
Zmarł w szpitalu w dniu 17 lutego 1987 roku. Pochowany został na Starych Powązkach w Warszawie (kwatera 266-4-15).